# Trachemys dorbigni
Trachemys dorbigni är en sköldpaddsart som beskrevs av André Marie Constant Duméril och Gabriel Bibron 1835. Trachemys dorbigni ingår i släktet Trachemys och familjen kärrsköldpaddor.
Arten förekommer i Sydamerika från östra Brasilien till Uruguay och norra Argentina.

## Underarter
Arten delas in i följande underarter:
- T. d. dorbigni
- T. d. brasiliensis
- T. d. callirostris
- T. d. nebulosa
- T. d. yaquia